# Уразов, Владислав Викторович
Владисла́в Ви́кторович Ура́зов (род. 24 апреля 1998 года, Одесса, Украина) — украинский предприниматель, программист, основатель приложения Gradient.

## Биография
Родился 24 апреля 1998 года и вырос в Одессе. Играл в шахматы и неоднократно становился победителем соревнований по шашкам.
После окончания школы не стал сдавать экзамены и не старался поступить в университет.
В 2017 году, в возрасте 19 лет, стал известен вместе с двумя сооснователями (Виктор Кох и Богдан Матвеев) в связи с запуском приложения для мобильных телефонов Teleport (было официально зарегистрировано в США), с помощью которого пользователи могут перекрашивать свои волосы в различные цвета. Было привлечено 1$ млн инвестиций. В 2017 году приложение заняло второе место в рейтинге бесплатных приложений AppStore В первые 2 дня работы приложение скачало более миллиона пользователей..
В декабре 2018 года приложение Teleport купила крупная американская компания Snap. В Snap перешли ключевые сотрудники Teleport. Сумма сделки — 8$ млн.
В возрасте 20 лет стал самым молодым долларовым миллионером на Украине.
В сентябре 2019 года запустил приложение Gradient, которое стало самым скачиваемым на территории США. Работающий на базе искусственного интеллекта фоторедактор был поддержан многими мировыми знаменитостями, включая Кайли Дженнер и Ким Кардашьян.